# Faller (modélisme)
Faller (nom complet Gebrüder Faller Gmbh) est une société allemande de création et fabrication de maquettes à différentes échelles (HO, N, Z) et éléments de décor pour réseau de modélisme ferroviaire, de modélisme militaire et de modélisme d'attractions foraines. La société Faller a également développé pour les réseaux ferroviaires le Car-System permettant de faire évoluer des véhicules routiers, en plus des trains.
Faller fabrique initialement des bâtiments en carton pré-montés. À partir de 1954, les premiers modèles en kit apparaissent.

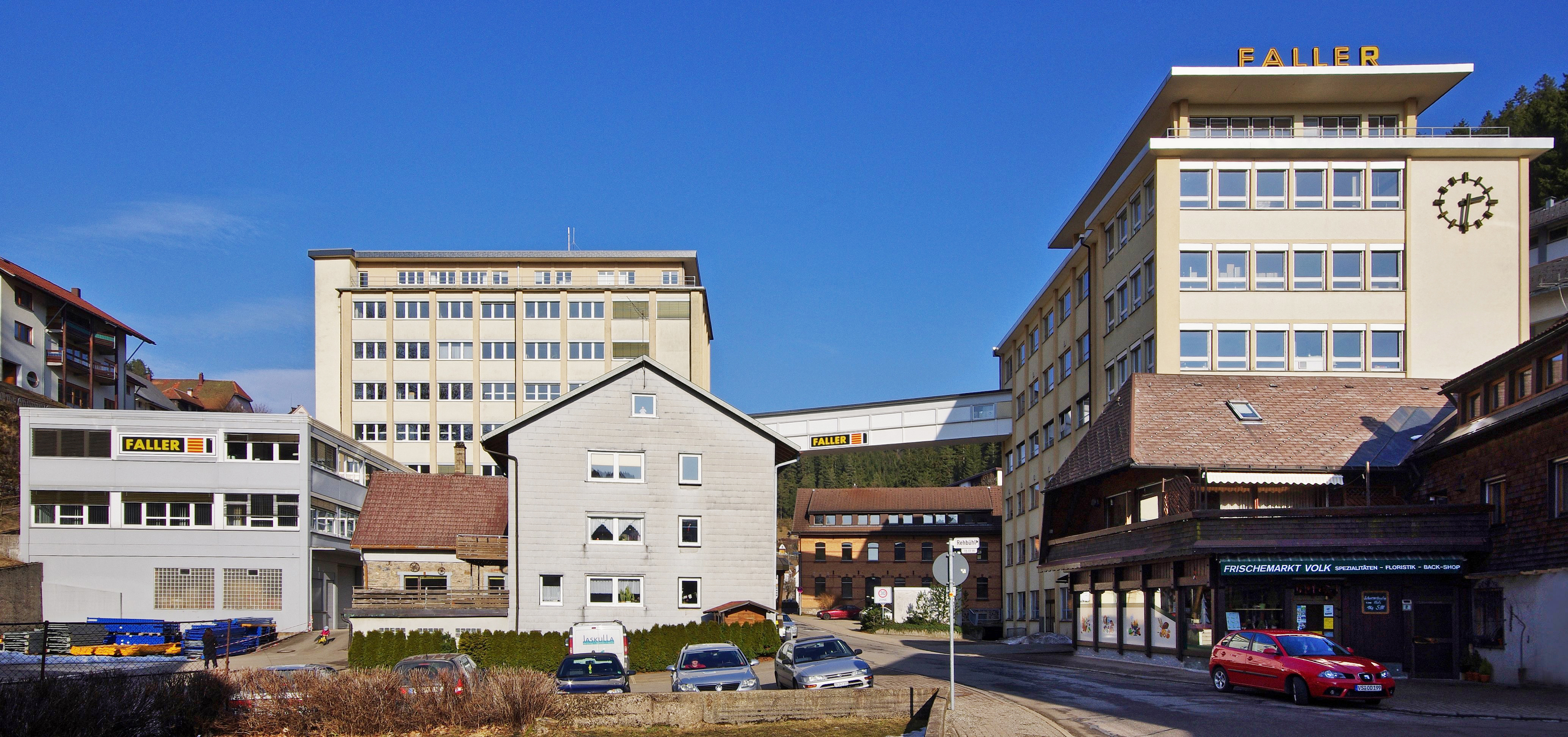
Les locaux de l'entreprise à Gütenbach.

En 1997, les gammes de maquettes à l'échelle HO et N de Pola sont intégrées à celles de Faller. Le nom Pola G est utilisé pour les trains de jardin.
Le 15 septembre 2009, la société Gebrüder Faller Gmbh a officiellement déposé son bilan. Le 30 avril 2010, la société Faller annonçait le règlement du passif de l’entreprise, ainsi qu'un nouveau départ avec une production revue.

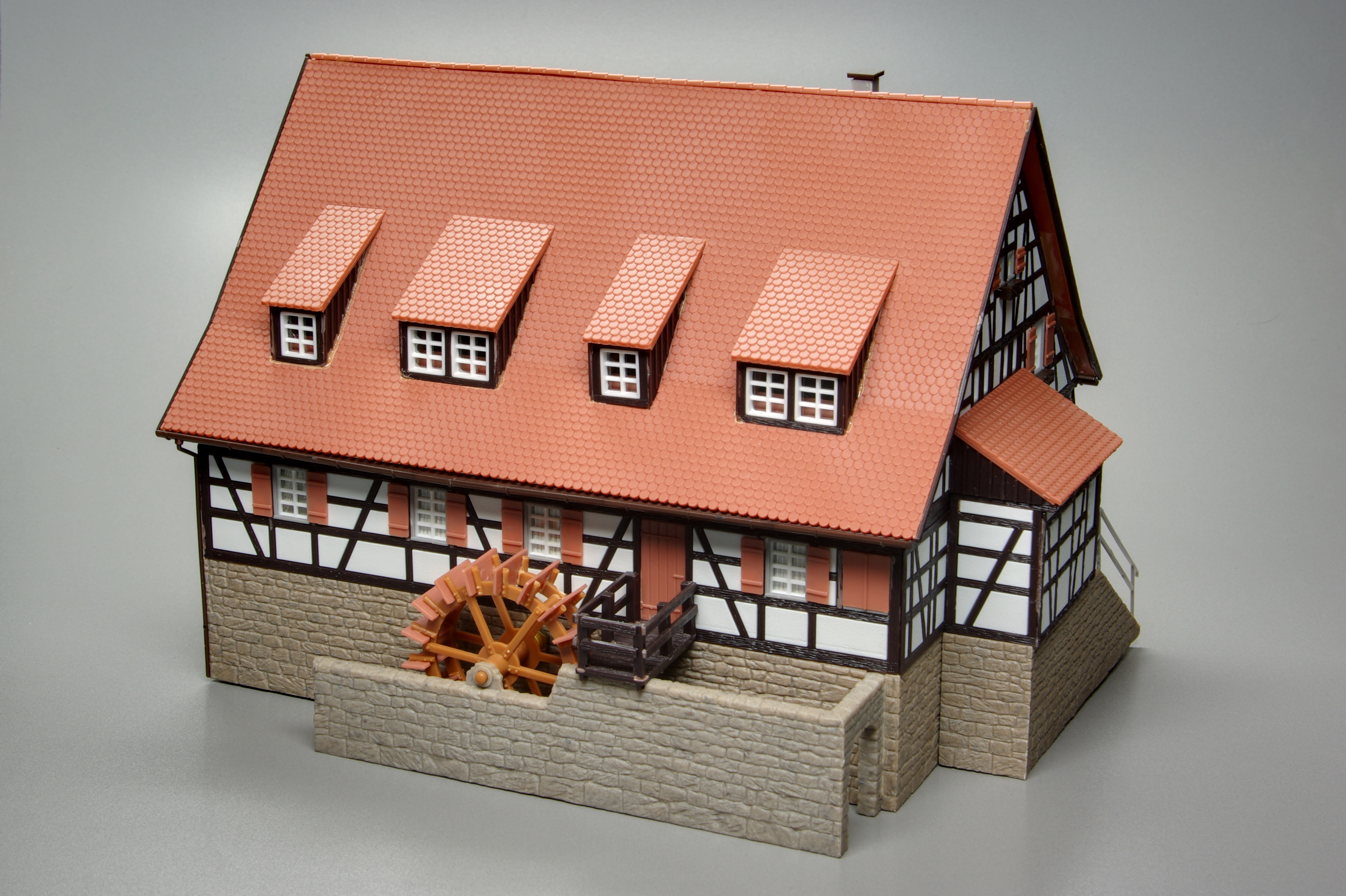
Les maquettes pour réseaux ferroviaires sont le cœur de la gamme.